# Abraham Zapruder
Abraham Zapruder (født 15. maj 1905, død 30. august 1970) var en amerikaner, som blev kendt for at have filmet den såkaldte Zapruder-film den 22. november 1963. Filmen viser drabet på den amerikanske præsident John F. Kennedy i Dallas, Texas.
Zapruder døde af mavekræft i 1970. Der blev i 2007 lavet en film, Frame 313, som fortæller historien om hans liv.